# 그루지노이메레티현

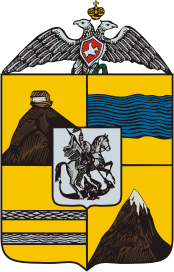
그루지노이메레티현의 문장

그루지노이메레티현(러시아어: Грузино-Имеретинская губерния)은 1840년부터 1846년까지 존재했던 러시아 제국의 현으로 현도는 트빌리시이다. 현재의 조지아와 아르메니아, 아제르바이잔에 걸쳐 있었다. 1840년 그루지야현과 이메레티주, 아르메니아주가 통합되면서 신설되었다. 1846년 티플리스현, 쿠타이시현이 분리되어 신설되면서 폐지되었다.